# P.M. Dawn
P.M. Dawn foi um conjunto musical de hip hop e R&B norte-americano formado em 1988 pelos irmãos Attrell Cordes (Prince Be) e Jarrett Cordes (DJ Minutemix ou JC "O Eterno"), em Nova Jersey.
O pai dos irmãos Cordes morreu de pneumonia quando eles eram crianças e foram criados por sua mãe e seu padrasto George Brown, membro fundador do Kool & the Gang.
Os irmãos gravaram seu primeiro single, "Ode to a Forgetful Mind", em 1988, mas não lançaram nenhum álbum até 1991, quando surgiu o álbum Of the Heart, of the Soul, of the Cross: The Utopian Experience, que foi um sucesso imediato, graças ao single "Set Adrift on Memory Bliss", que continha um sample da música "True", de Spandau Ballet. Tanto o álbum quanto o single receberam críticas elogiosas. Em 1993 lançaram The Bliss Album?, que apresentava os singles ""I'd Die Without You" e "Looking Through Patient Eyes". Em 1995, P.M. Dawn volta com Jesus Wept, que recebeu críticas fervorosas, mas teve fracas vendas . Em 1998, o grupo praticamente saiu de cena como uma força comercial, embora a maioria dos críticos continuem a elogiar a qualidade artística do trabalho. Uma compilação de grandes sucessos, The Best of P.M. Dawn, surgiu no verão de 2000.
Attrell Cordes viria a falecer a 17 de junho de 2016 no hospital Jersey Shore University Medical Center devido a problemas com uma insuficiência renal.

## Discografia

### Álbuns de Estúdio
| Ano  | Detalhes | Peak chart positions | Peak chart positions | Peak chart positions | Peak chart positions | Peak chart positions | Peak chart positions | Certificações                        |
| Ano  | Detalhes | EUA                  | EUA R&B              | AUS                  | CAN                  | NZ                   | GBR                  | Certificações                        |
| ---- | --- | -------------------- | -------------------- | -------------------- | -------------------- | -------------------- | -------------------- | ------------------------------------ |
| 1991 | Of the Heart, of the Soul and of the Cross: The Utopian Experience - Lançamento: 6 de agosto de 1991 - Gravadora: Gee Street - Formato: CD, cassette, LP     | 48                   | 29                   | —                    | 41                   | 45                   | 8                    | - EUA: Ouro - CAN: Ouro - GBR: Ouro  |
| 1993 | The Bliss Album…? - Lançamento: 23 de março de 1993 - Gravadora: Gee Street - Formato: CD, cassette                                                          | 30                   | 23                   | 38                   | 32                   | —                    | 9                    | - EUA: Ouro - CAN: Ouro - GBR: Prata |
| 1995 | Jesus Wept - Lançamento: October 3, 1995 - Gravadora: Gee Street - Formato: CD, cassette, LP                                                                 | 119                  | —                    | —                    | —                    | —                    | —                    |                                      |
| 1998 | Dearest Christian, I'm So Very Sorry for Bringing You Here. Love, Dad - Lançamento: 27 de outubro de 1998 - Gravadora: Gee Street/V2 - Formato: CD, cassette | —                    | —                    | —                    | —                    | —                    | —                    |                                      |
| 2000 | F*cked Music - Lançamento: 2000 - Gravadora: Positive Plain Music - Formato: CD                                                                              | —                    | —                    | —                    | —                    | —                    | —                    |                                      |

### Compilações
- 2000: The Best of P.M. Dawn (V2)
- 2008: Most Requested (Sheridan Square Records)
- 2010: P.M. Dawn: Greatest Hits Live! (Sbcmg)

### Singles
| Ano  | Single                                                                | Peak chart positions | Peak chart positions | Peak chart positions | Peak chart positions | Peak chart positions | Peak chart positions | Peak chart positions | Peak chart positions | Peak chart positions | Álbum                                                                 |
| Ano  | Single                                                                | EUA                  | EUA R&B              | EUA Pop              | EUA Dance            | AUS                  | CAN                  | GER                  | NZ                   | UK                   | Álbum                                                                 |
| ---- | --------------------------------------------------------------------- | -------------------- | -------------------- | -------------------- | -------------------- | -------------------- | -------------------- | -------------------- | -------------------- | -------------------- | --------------------------------------------------------------------- |
| 1989 | "Ode to a Forgetful Mind"                                             | —                    | —                    | —                    | —                    | —                    | —                    | —                    | —                    | —                    |                                                                       |
| 1991 | "A Watcher's Point of View (Don't 'Cha Think)"                        | —                    | —                    | —                    | 44                   | —                    | —                    | —                    | —                    | 36                   | Of the Heart, of the Soul and of the Cross: The Utopian Experience    |
| 1991 | "Set Adrift on Memory Bliss"                                          | 1                    | 16                   | —                    | 6                    | 7                    | 9                    | 3                    | 1                    | 3                    | Of the Heart, of the Soul and of the Cross: The Utopian Experience    |
| 1991 | "Paper Doll"                                                          | 28                   | 35                   | —                    | 37                   | —                    | 31                   | 42                   | —                    | 49                   | Of the Heart, of the Soul and of the Cross: The Utopian Experience    |
| 1992 | "Reality Used to Be a Friend of Mine"                                 | —                    | —                    | —                    | —                    | —                    | —                    | —                    | —                    | 29                   | Of the Heart, of the Soul and of the Cross: The Utopian Experience    |
| 1992 | "I'd Die Without You"                                                 | 3                    | 16                   | —                    | —                    | 42                   | 10                   | —                    | 38                   | 30                   | The Bliss Album…?                                                     |
| 1993 | "Looking Through Patient Eyes"                                        | 6                    | 62                   | 2                    | —                    | 20                   | 1                    | —                    | 11                   | 11                   | The Bliss Album…?                                                     |
| 1993 | "More Than Likely" (featuring Boy George)                             | —                    | —                    | —                    | —                    | —                    | —                    | —                    | —                    | 40                   | The Bliss Album…?                                                     |
| 1993 | "The Ways of the Wind"                                                | 54                   | —                    | 21                   | —                    | —                    | 24                   | —                    | —                    | —                    | The Bliss Album…?                                                     |
| 1993 | "Plastic"                                                             | —                    | —                    | —                    | —                    | —                    | —                    | —                    | —                    | —                    | The Bliss Album…?                                                     |
| 1993 | "You Got Me Floating\|You Got Me Floatin'"                            | 115                  | —                    | —                    | —                    | 43                   | —                    | —                    | —                    | —                    | Stone Free: A Tribute to Jimi Hendrix                                 |
| 1995 | "Downtown Venus"                                                      | 48                   | —                    | 21                   | —                    | —                    | —                    | —                    | —                    | 58                   | Jesus Wept                                                            |
| 1995 | "Sometimes I Miss You So Much (Dedicated to the Christ-Conciousness)" | 95                   | —                    | —                    | —                    | —                    | —                    | —                    | —                    | 58                   | Jesus Wept                                                            |
| 1998 | "I Had No Right"                                                      | 44                   | 82                   | —                    | —                    | —                    | —                    | —                    | —                    | —                    | Dearest Christian, I'm So Very Sorry for Bringing You Here. Love, Dad |
| 1998 | "Faith in You"                                                        | —                    | —                    | —                    | —                    | —                    | —                    | —                    | —                    | —                    | Dearest Christian, I'm So Very Sorry for Bringing You Here. Love, Dad |
| 1998 | "Gotta Be...Movin' on Up" (featuring Ky-Mani)                         | —                    | —                    | —                    | —                    | 13                   | —                    | 74                   | 33                   | 68                   | Senseless soundtrack                                                  |
| 1999 | "Art Deco Halos"                                                      | —                    | —                    | —                    | —                    | —                    | —                    | —                    | —                    | —                    | Dearest Christian, I'm So Very Sorry for Bringing You Here. Love, Dad |
| 2000 | "Night in the City"                                                   | —                    | —                    | —                    | 15                   | —                    | —                    | —                    | —                    | —                    | A Case of Joni                                                        |
| 2002 | "Amnesia"                                                             | —                    | —                    | —                    | —                    | —                    | —                    | —                    | —                    | —                    |                                                                       |